# تارمو نملو
تارمو نملو (استونیایی: Tarmo Neemelo؛ زادهٔ ۱۰ فوریهٔ ۱۹۸۲) بازیکن فوتبال اهل استونی است.
از باشگاه‌هایی که در آن بازی کرده‌است می‌توان به باشگاه فوتبال میپا، باشگاه فوتبال لوادیا تالین، باشگاه فوتبال زولته وارخم، باشگاه فوتبال تی‌وی‌ام‌کی، باشگاه فوتبال نومه کالیو، و باشگاه فوتبال هلسینگبورگس اشاره کرد.
وی همچنین در تیم‌های ملی فوتبال زیر ۲۱ سال استونی و استونی بازی کرده‌است.